# Rhadinosticta banksi
Rhadinosticta banksi – gatunek ważki z rodziny Isostictidae. Występuje w północnej Australii.